# Liste der Kulturgüter in Schlatt-Haslen
Die Liste der Kulturgüter in Schlatt-Haslen enthält alle Objekte des Bezirks (entspricht der politischen Gemeinde in der übrigen Schweiz) Schlatt-Haslen im Kanton Appenzell Innerrhoden, die gemäss der Haager Konvention zum Schutz von Kulturgut bei bewaffneten Konflikten, dem Bundesgesetz vom 20. Juni 2014 über den Schutz der Kulturgüter bei bewaffneten Konflikten sowie der Verordnung vom 29. Oktober 2014 über den Schutz der Kulturgüter bei bewaffneten Konflikten unter Schutz stehen.
Objekte der Kategorien A und B sind vollständig in der Liste enthalten, Objekte der Kategorie C fehlen zurzeit (Stand: 13. Oktober 2021).

## Kulturgüter
| Foto |                                                                                  | Objekt                                                | Kat. | Typ | Standort                              | Beschreibung |
| ---- | -------------------------------------------------------------------------------- | ----------------------------------------------------- | ---- | --- | ------------------------------------- | --- |
| ja   | Datei hochladen · Wikidata zu Bauernhaus Ulrichlis (Q19362425)                   | Bauernhaus Antonelis, Lank KGS-Nr.: 00383             | A    | G   | Unterschlatt 30 747904 / 246034       | |
| ja   | Datei hochladen                                                                  | Kloster Wonnenstein mit Konvent KGS-Nr.: 16458        | A    | G   | Wonnenstein 869 745255 / 250197       | |
| ja   | Datei hochladen · Wikidata zu Kapelle und Häusergruppe, Enggenhütten (Q29650380) | Kapelle und Häusergruppe, Enggenhütten KGS-Nr.: 00379 | B    | G   | Lindenstrasse 2–4 745300 / 246460     | |
| ja   | Datei hochladen · Wikidata zu Gedeckte Holzbrücke über den Zungbach (Q29650378)  | Gedeckte Holzbrücke über den Zungbach KGS-Nr.: 00380  | B    | G   | Lank 747940 / 245950                  | Objekt liegt hälftig auf Gemeindegebiet von Schlatt-Haslen (KGS-Nr. 380) und Appenzell (KGS-Nr. 11998). |
| ja   | Datei hochladen · Wikidata zu Wallfahrtskirche Maria Hilf (Q29650382)            | Katholische Kirche Maria Hilf KGS-Nr.: 00382          | B    | G   | Haslen, Dorfstrasse 745636 / 248320   | |
| ja   | Datei hochladen · Wikidata zu Katholische Kirche St.Josef (Q29574448)            | Katholische Kirche St. Josef KGS-Nr.: 00384           | B    | G   | Schlatt 747867 / 246911               | |
| ja   | Datei hochladen · Wikidata zu Unterschlatt, Zithuus, Jos. Peterer (Q29650384)    | Unterschlatt, Zithuus, Jos. Peterer KGS-Nr.: 00385    | B    | G   | Unterschlatt 3 746820 / 246340        | |
| BW   | Datei hochladen                                                                  | Bauernhaus Schüüsegg KGS-Nr.: 16482                   | B    | G   | Vorderhaslen 4 745832 / 247319        | |
| BW   | Datei hochladen                                                                  | Altes Bädli, Leimensteig KGS-Nr.: 16483               | B    | G   | Leimensteigstrasse 40 747598 / 247710 | |
| ja   | Datei hochladen · Wikidata zu Gedeckte Brücke "Rotenbrücke" (Q29651321)          | Gedeckte Brücke «Rotenbrücke» (1862) KGS-Nr.: 17233   | B    | G   | Rotbach 748097 / 249292               | Gedeckte Holzbrücke über den Rotbach bei Teufen. 1862 gebaut und 1972 durch eine Betonbrücke ersetzt. Das Original wurde zerlegt und am neuen Standort bei der Oberen Lochmühle wieder errichtet. Das Objekt liegt hälftig auf Gemeindegebiet von Schlatt-Haslen (KGS-Nr. 17233) und Teufen (KGS-Nr. 14903). |